# Bolbene
Bolbene (grec antic: Βολβηνή, Bolbenè) fou un districte de la Gran Armènia esmentat per Ptolemeu, creat per l'emperador Justinià I dins l'Armènia quarta. És probablement el mateix districte abans anomenat Balabitene.